# Timiș (rivier)
De Timiș (Duits: Temesch, Hongaars: Temes, Servisch: Тамиш, Tamiš) is een 359 km lange zijrivier van de Donau in het zuidwesten van Roemenië (241 km) en noordoosten van Servië (118 km) en de voornaamste rivier in het Banaat. De Timiș stroomt door de Roemeense districten Caraș-Severin en Timiș en door het Servische landsdeel Vojvodina.
De Timiș ontspringt aan de voet van de Semenic, die deel uitmaakt van het Banater Gebergte, en scheidt vervolgens op weg naar het noorden dit gebergte van de Zuidelijke Karpaten. Het dal van de rivier vormt hier samen met dat van de Cerna de Timiș-Cerna-corridor, die het Banaat met Walachije verbindt.
Bij de Servische stad Pančevo mondt de Timiș uit in de Donau.
De grootste plaatsen aan de Timiș zijn Caransebeș en Lugoj. De stad Timișoara is naar de Timiș genoemd, maar de rivier volgt tegenwoordig een zuidelijker loop en doet Timișoara niet meer aan.

## Zijrivieren
- Râul Rece
- Slatina
- Valea Mare
- Rugiu
- Pârâul Lung
- Armeniș
- Sebeș
- Bistra
- Șurgani
- Timișana
- Pogăniș
- Timișul Mort
- Vena Mare
- Bârzava

- Library of Congress Control Number: n81119946
- Nationale Bibliotheek van Tsjechië: ge628256
- Nationale Bibliotheek van Israël: 987007559763905171
- Virtual International Authority File: 138388100